# 1957-es Formula–1 pescarai nagydíj
Az 1957-es Formula–1-es világbajnokság hetedik futama a pescarai nagydíj volt.

## Futam
A belga és holland nagydíj elmaradása miatt az FIA engedélyezte a pescarai nagydíj világbajnokságba helyezését. A sportág történetének leghosszabb, 25 km hosszú pályáját az olaszországi Pescara város körüli közutakon rendezték. Enzo Ferrari nem küldte el autóit a nagydíjra, mivel a bajnoki cím sorsa már eldőlt, és ezzel tiltakozott az olasz kormány azon döntése ellen, amely betiltotta a közúti versenyzést (Alfonso de Portago korábbi halálos balesete miatt a Mille Miglián). Luigi Mussónak azonban sikerült meggyőznie Ferrarit, hogy adjon kölcsön neki egy autót, amellyel privát versenyzőként részt vehet.
A pole-pozíciót Fangio szerezte meg Stirling Moss és Luigi Musso előtt. A rajtnál Musso állt az élre, Brooks még az első körben mechanikai probléma miatt kiállt. Ezután Moss vette át a vezetést Mussótól, de a két autó együtt haladt tovább a tizedik körig, amikor Musso motorhiba miatt kiesett. Az autójából kifolyó olajon Fangio megcsúszott, amelynek következtében egyik kereke meg is sérült. Fangio visszatért, de Mosst nem tudta utolérni. A brit nagy előnyének köszönhetően egy italra is kiállhatott a nagy hőségben. Schell harmadikként, Lewis-Evans negyedikként végzett.
| Helyezés | #  | Versenyző          | Csapat/Motor  | Futott körök | Idő/Kiesés oka   | Rajthely | Pontszám |
| -------- | -- | ------------------ | ------------- | ------------ | ---------------- | -------- | -------- |
| 1        | 26 | Stirling Moss      | Vanwall       | 18           | 2:59'22,7        | 2        | 9        |
| 2        | 2  | Juan Manuel Fangio | Maserati      | 18           | +3'13,9          | 1        | 6        |
| 3        | 6  | Harry Schell       | Maserati      | 18           | +6'46,8          | 5        | 4        |
| 4        | 14 | Masten Gregory     | Maserati      | 18           | +8'16,5          | 7        | 3        |
| 5        | 30 | Stuart Lewis-Evans | Vanwall       | 17           | +1 kör           | 8        | 2        |
| 6        | 8  | Giorgio Scarlatti  | Maserati      | 17           | +1 kör           | 10       |          |
| 7        | 24 | Jack Brabham       | Cooper-Climax | 15           | +3 kör           | 16       |          |
| Kiesett  | 34 | Luigi Musso        | Ferrari       | 9            | Olajszivárgás    | 3        |          |
| Kiesett  | 10 | Paco Godia         | Maserati      | 9            | Motorhiba        | 12       |          |
| Kiesett  | 20 | Bruce Halford      | Maserati      | 9            | Váltó/erőátvitel | 14       |          |
| Kiesett  | 16 | Jo Bonnier         | Maserati      | 7            | Túlhevülés       | 9        |          |
| Kiesett  | 4  | Jean Behra         | Maserati      | 3            | Olajszivárgás    | 4        |          |
| Kiesett  | 22 | Roy Salvadori      | Cooper-Climax | 3            | Baleset          | 15       |          |
| Kiesett  | 28 | Tony Brooks        | Vanwall       | 1            | Motorhiba        | 6        |          |
| Kiesett  | 18 | Horace Gould       | Maserati      | 0            | Baleset          | 11       |          |
| Kiesett  | 12 | Luigi Piotti       | Maserati      | 0            | Motorhiba        | 13       |          |

### Statisztikák
Stirling Moss 4. győzelme, 9. leggyorsabb köre, Juan Manuel Fangio 28. pole-pozíciója (R).
- Vanwall 2. győzelme

Vezető helyen:
- Luigi Musso: 1 kör (1)
- Stirling Moss: 17 kör (2-18)